# 7 Dywizja Flak
7 Dywizja Flak (niem. 7. Flak-Division) – niemiecka dywizja artylerii przeciwlotniczej z okresu II wojny światowej.

## Historia
Jednostkę utworzono w marcu 1940 r. w Kolonii jako 7. Luftverteidigungskommando (7 Dowództwo Obrony Powietrznej). 1 września 1941 r. jej nazwę zmieniono na 7. Flak-Division. Pułki dywizji stacjonowały w Kolonii, Leverkusen, Wuppertalu, Brühl i Akwizgranie, zapewniając ochronę przeciwlotniczą tym miejscowościom. W 1945 r., wobec postępów ofensywy aliantów sztab dywizji przeniesiono do Mönchengladbach, a później do Herborn. Jednostka utknęła w kole Ruhry i kapitulowała przed Amerykanami 18 kwietnia 1945.

## Dowódcy
- Generalmajor Kurt Menzel od 29 lutego 1940,
- Oberst Max Hesse od 5 maja 1941,
- Generalleutnant Heinrich Burchard od 1 sierpnia 1941,
- Generalleutnant Rudolf Eibenstein od 21 lutego 1942,
- ponownie Heinrich Burchard od 1 marca 1943,
- Generalmajor Alfred Erhard od 1 sierpnia 1944 do 17 kwietnia 1945, gdy popełnił samobójstwo[1].

## Skład bojowy dywizji
1 września 1941
- 14 pułk Flak, (Flak-Regiment 14 (Flakgruppe Köln)),
- 47 pułk Flak (Flak-Regiment 47 (Flakgruppe Leverkusen)),
- 144 pułk Flak (Flak-Regiment 144 (Flakgruppe Brühl)),
- 84 pułk reflektorów przeciwlotniczych Flakscheinwerfer-Regiment 84 (Flakscheinwerfergruppe Köln)),
- 127 batalion łączności (Luftnachrichten-Abteilung 127)

1 listopada 1943
- 14 pułk Flak (Flak-Regiment 14 (Flakgruppe Köln)),
- 47 pułk Flak (Flak-Regiment 47 (Flakgruppe Leverkusen)),
- 120 pułk Flak (Flak-Regiment 120 (Flakgruppe Wuppertal)),
- 144 pułk Flak (Flak-Regiment 144 (Flakgruppe Brühl)),
- pułk Flak do zadań specjalnych (Flak-Regiment zbV (Flakgruppe Aachen) [Stab/s514])),
- 84 pułk reflektorów przeciwlotniczych  (Flakscheinwerfer-Regiment 84 (Flakscheinwerfergruppe Köln)),
- 127 batalion łączności (Luftnachrichten-Abteilung 127)

1 lipca 1944
- 16 pułk Flak (Flak-Regiment 14 (Flakgruppe Köln)),
- 84 pułk reflektorów przeciwlotniczych  (Flakscheinwerfer-Regiment 113 (Flakscheinwerfergruppe Köln)),
- 16 pułk Flak (Flak-Regiment 144 (Flakgruppe Brühl)),
- trzy baterie transportowe (Flak-Transport-Batterie  3/VI, 19/XI and 127/IV),
- 127 batalion łączności (Luftnachrichten-Abteilung 127)[2]